# Округ Критенден (Кентаки)
Округ Критенден (енгл. Crittenden County) је округ у америчкој савезној држави Кентаки.

## Демографија
По попису из 2010. године број становника је 9.315, што је 69 (-0,7%) становника мање него 2000. године.
| Група             | 2000.         | 2010.         |
| Белци             | 9.190 (97,9%) | 9.065 (97,3%) |
| Афроамериканци    | 61 (0,7%)     | 76 (0,8%)     |
| Азијати           | 8 (0,1%)      | 17 (0,2%)     |
| Хиспаноамериканци | 48 (0,5%)     | 48 (0,5%)     |
| Укупно            | 9.384         | 9.315         |